# Centurion Air Cargo
Centurion Air Cargo – amerykańskie linie lotnicze cargo z siedzibą na lotnisku w Miami na Florydzie. Wykonują planowe loty towarowe głównie na terenie Ameryki Centralnej i Południowej, a także loty czarterowe. Specjalizują się w przewozie owoców morza, warzyw, kwiatów i żywych zwierząt do i z Ameryki Łacińskiej. Główną bazą linii jest Port lotniczy Miami.

## Historia
Linie zostały założone w 1985 roku, jako spółka należąca do Challenge Air Transport. Zależność ta trwała zaledwie rok, w 1986 Centurion Air Cargo przemianowano na podmiot niezależny. W czerwcu 1999 United Parcel Service wykupił majątek Challenge Air Cargo, z wyjątkiem nazwy i licencji. W 2001 roku zmieniono nazwę Challenge Air Cargo na Centurion Air Cargo.
W 2006 roku Centurion Air Cargo na mocy umowy połączyły się z Wright Bros. Aviation z siedzibą w Miami, porozumienie zostało podpisane 30 czerwca przez George Gonzalesa (CEO Centurion Air Cargo) i Alfonso Reya (CEO Wright Bros Aviation).
W 2010 roku ogłoszono zamiar wykupu połączeń i aktywów upadających amerykańskich linii Arrow Cargo. Reprezentanci Centurion Air Cargo nie potwierdzili oficjalnie tej informacji. To posunięcie oznaczałoby umocnienie pozycji na rynku przewozów towarowych oraz powiększenie floty Centurion.

## Flota
Flotę Centurion Air Cargo stanowią następujące samoloty (stan na listopad 2011):
- 4 x McDonnell Douglas MD-11F

## Porty docelowe
Centurion Air Cargo obsługuje 16 portów lotniczych w 11 krajach obu Ameryk i Europy.
Ameryka Północna
- Stany Zjednoczone
  - Miami – Port lotniczy Miami (hub)
  - Nowy Jork – Port lotniczy Nowy Jork-JFK

Ameryka Centralna i Południowa
- Argentyna
  - Buenos Aires – Port lotniczy Buenos Aires-Ezeiza
- Brazylia
  - Campinas – Port lotniczy Campinas-Viracopos
  - Kurytyba – Port lotniczy Afonso Pena
  - Manaus – Port lotniczy Manaus
  - Rio de Janeiro – Port lotniczy Rio de Janeiro-Galeão
- Chile
  - Santiago – Port lotniczy Santiago de Chile
- Kolumbia
  - Bogota – Port lotniczy Bogota-El Dorado
  - Medellín – Port lotniczy José María Córdova
- Panama
  - Panama – Port lotniczy Panama
- Paragwaj
  - Ciudad del Este – Port lotniczy Guarani
- Peru
  - Lima – Port lotniczy Lima-Jorge Chávez
- Urugwaj
  - Montevideo – Port lotniczy Montevideo-Carrasco
- Wenezuela
  - Caracas – Port lotniczy Caracas

Europa
- Niemcy
  - Frankfurt – Port lotniczy Frankfurt-Hahn

## Wypadki i katastrofy
- 27 kwietnia 2002 tuż po starcie z lotniska w San Salvador piloci samolotu McDonnell Douglas DC-10-40F (N141WE) usłyszeli głośny huk, a następnie zauważyli spadek ciśnienia w dwóch systemach hydraulicznych, co doprowadziło do częściowej utraty kontroli nad maszyną. Załoga zdołała zawrócić i wylądować. Śledztwo wykazało, że lewe skrzydło samolotu jest poważnie uszkodzone, a przewody hydrauliczne poprzecinane. Uszkodzenia spowodowane były przez wybuch opony, który nastąpił po najechaniu na część samolotu Boeing 727 leżącą na pasie startowym. Nikt nie został ranny, na pokładzie znajdowało się 5 osób załogi[7].
- 7 lipca 2008 roku Boeing 747-209BSF (N714CK) wyleasingowany od Kalitta Air przewoził kwiaty z Bogoty do Miami. Tuż po starcie załoga zgłosiła pożar silnika. Samolot uderzył w farmę zabijając trzy osoby znajdujące się na niej, a następnie rozpadł się na części i stanął w płomieniach. Wśród załogi, składającej się z ośmiu osób, nie było ofiar śmiertelnych[8].
- 28 kwietnia 2004 McDonnell Douglas DC-10-30F (N189AX) lądował na pasie 13L w Bogocie, kiedy maszyna (według zeznań[czyich?]) wjechała w dziurę w pasie startowym, co spowodowało, że nie zdołała zatrzymać się przed jego końcem. Samolot strącił urządzenia ILS, po czym zatrzymał się w polu z poważnymi uszkodzeniami skrzydeł i kadłuba. Śledztwo wykazało, iż załoga podchodziła do lądowania bez spojlerów i z nadmierną prędkością, także zignorowała powtarzające się alarmy GPWS[9].
- 20 października 2009 roku podczas lądowania na lotnisku w Montevideo w samolocie McDonnell Douglas MD-11F (N701GC) zapadło się prawe podwozie główne. Załoga zdołała zatrzymać maszynę. Nikomu nic się nie stało, na pokładzie znajdowało się 5 osób załogi[10].